# Українсько-монгольські відносини
Українсько-монгольські відносини - офіційні двосторонні відносини між Україною і Монголією, встановлені 21 січня 1992 року. Монголія визнала незалежність України напередодні встановлення дипломатичних відносин 17 січня 1992 року. Країни не мають посольств один одного у своїх столицях. Зв'язок із Монголією підтримується Посольством України в Китайській Народній Республіці та в Монголії (за сумісництвом). Інтереси Монголії в Україні представляються Посольством Монголії у Варшаві та Консульським агентством Монголії в Києві.

## Договірно-правова база
- Договір про дружні відносини і співробітництво між Україною і Монголією (від 1992 р.) [3].
- Спільна заява за підсумками офіційного візиту Президента Монголії в Україну (2002 р.)
- Спільна заява Президентів України та Монголії (2003 р.)
- Спільна заява про розвиток партнерських відносин між Україною і Монголією (2011 р.)

Усього нараховує 65 документів .

## Політичні відносини
Відносини між Україною та Монголією розвиваються вже досить давно, країни плідно співпрацювали ще за часів СРСР. Наразі між державами діє безвізовий режим. Діалог на високому рівні має стабільний і доброзичливий характер, голови держав регулярно здійснювали візити один до одного, а також мали зустрічі підчас під час проведення «Саміту Тисячоліття» у Нью-Йорку (2000 р.), офіційних заходів з нагоди 60-річчя Держави Ізраїль (м. Єрусалим, травень 2008 р.), у рамках 64-ї сесії Генеральної Асамблеї ООН(м. Нью-Йорк, вересень 2009 р.), а також у рамках Економічного форуму в Давосі (січень 2011 р.).
Головні політичні події
- 19 вересня 2012 р. - в Улан-Баторі відбувся черговий раунд політичних консультацій на рівні заступників міністрів закордонних справ України та Монголії.

- 28-30 квітня 2013 року - Заступник Міністра закордонних справ України відвідав Монголію з метою участі у 7-й Міністерській конференції „Спільноти демократій”.
- 24 квітня 2015 р. - у Верховній Раді України було створено депутатську групу з міжпарламентських зв’язків з Монголією у складі 6 осіб. Міжпарламентська група дружби Монголія-Україна існує й у Великому Державному Хуралі і також нараховує 6 осіб.

- 16-18 вересня 2015 р. - представники Постійної делегації Верховної Ради України у Парламентській Асамблеї ОБСЄ взяли учать у роботі Чотирнадцятої щорічної осінньої сесії ПА ОБСЄ в м.Улан-Батор[5]

## Економічні відносини
Міжурядова українсько-монгольська Комісія з питань торговельно-економічного та науково-технічного співробітництва є органом, що забезпечує координацію двосторонньої торговельно-економічної співпраці між країнами.
Монголія імпортує в України:
- цукор і кондитерські вироби;
- какао та какаопродукти;
- тютюн;
- залізничні локомотиви;
- зернові продукти;
- папір та картон;
- машини і котли.

Україна імпортує з Монголії сіль, сірку та каміння.
Експорт українських послуг до Монголії: транспортні послуги та послуги пов’язані з подорожами. Імпорт послуг з Монголії - послуги, пов’язані з подорожами.